# Atsipádes
Atsipádes, en grec moderne : Ατσιπάδες, est un village moderne et un site archéologique, du dème d'Ágios Vasílios, de l'ancienne municipalité de Foínikas, dans le district régional de Réthymnon, en Crète, en Grèce. Le village est situé à une distance de 20 km au sud de Réthymnon. Atsipades est identifié comme un sanctuaire, du minoen, en 1986. Le site est fouillé, en 1989, par le projet Atsipadhes Korakias Peak Sanctuary, dirigé par Alan Peatfield.

## Source de la traduction
- (en) Cet article est partiellement ou en totalité issu de l’article de Wikipédia en anglais intitulé « Atsipades » (voir la liste des auteurs).